# Стригино (Смоленская область)
Стригино — деревня в Починковском районе Смоленской области России. Административный центр Стригинского сельского поселения.

## География
Расположена в центральной части области в ~15 км к востоку от города Починка, в непосредственной близости от автодороги Починок- Ельня, на реке Хмара.

## Население
Население деревни по данным на 2007 год составляло 465 человек.

## Экономика
В деревне развито животноводство.

## Образование
В деревне построена и действует Муниципальная Средняя школа.

## Достопримечательности
- Скульптура на братской могиле 540 воинов Советской Армии, погибших в 1941—1943 гг[3].
- Братская могила партизан, казнённых гитлеровцами в 1941—1943 гг[4].